# Bitwa pod Wincanton
Bitwa pod Wincanton – starcie zbrojne, które miało miejsce 19 listopada 1688 r. w trakcie Chwalebnej Rewolucji.
Była to niewielka bitwa pomiędzy siłami Wilhelma III Orańskiego a Jakuba II Stuarta w trakcie marszu wojsk Wilhelma na Londyn.
Dnia 5 listopada Wilhelm III Orański na czele 15-tysięcznej armii wkroczył na terytorium Anglii. Siły Wilhelma składały się z 10 500 wojsk piechoty oraz 4 000 jazdy. Armia składała się z angielskich i szkockich regimentów z Holandii, a także oddziałów szwedzkich, brandenburskich, niemieckich oraz francuskich Hugenotów. 
6 listopada armia podjęła marsz na Londyn, nie napotykając po drodze oporu ze strony wojsk Jakuba II. 9 listopada Wilhelm wkroczył do Exeter, witany entuzjastycznie przez mieszkańców. Następnie obrał kierunek na Knightstbridge, staczając po drodze kilka niewielkich starć. Większa potyczka miała miejsce dnia 19 listopada w Wincanton (hrabstwo Somerset), gdzie wojska Wilhelma rozbiły niewielki oddział przeciwnika, zabijając kilkunastu żołnierzy. Kilka dni później na stronę Wilhelma przeszli arystokraci i szlachta opowiadająca się przeciwko rządom królewskim. Pozycja Jakuba II wyraźnie upadła. 